# Avtomobilski alarm
Avtomobilski alarm je elektronska naprava, ki je nameščena v notranjosti vozila z namenom, da bi odvrnila tatove pred krajo vozila, kar je nameščeno ali puščeno v vozilu ali oboje. Avtomobilski alarmi delujejo tako, da oddajajo zvok visoke glasnosti (pogosto je vgrajena sirena imenovana Klaxon, ki ima vnaprej posneto ustno opozorilo, lastno trobljo ali kombinacija le-teh), pri čemer morajo biti izpolnjeni pogoji, potrebni za njegovo sprožitev. Takšni alarmi lahko vklopijo tudi utripanje žarometov v vozilu oz. drugo signalizacijo. Alarm ima možnost, da obvesti lastnika o poizkusu vdora oz. tatvine vozila, z ustreznimi nastavitvami pa lahko celo onemogoči eno ali več funkcij, potrebnih za zagon vozila. Učinkovitost takšnih naprav, ki jih je mogoče kupiti in namestiti po relativni nizki ceni, je torej učinkovito odvračanje vloma v vozilo ali preprečevanje tatvin.